# Bahnhof Klosters Platz
Der Bahnhof Klosters Platz, bis 2011 Klosters, ist ein Bahnhof im Schweizer Kanton Graubünden, der von der Rhätischen Bahn betrieben wird.

## Geschichte

### Erster Bahnhof
Der Bahnhof Klosters wurde am 29. September 1889 mit der Strecke von Landquart eröffnet, als ein erster festlich geschmückter Zug eintraf. Die reguläre Inbetriebnahme verzögerte sich jedoch um zehn Tage, da es in der Nähe zu einem Erdrutsch kam. Das erste Aufnahmegebäude befand sich bahnrechts, an der Einmündung der heutigen Alten Bahnhofstrasse in die heutige Bahnhofstrasse, das Gleisende kurz vor der Landstrasse. Mit der Eröffnung des Teilstücks Klosters – Davos im Jahr 1890 wurde die Station vom Endbahnhof zum Spitzkehrenbahnhof.
Der Kopfbahnhof stellte jedoch im Laufe der Zeit ein immer grösseres Hindernis dar. Er war zwischen dem Hotel «Vereina» und der Landquartbrücke eingeklemmt, zudem mass das längste Gleis nur 146 m, während schon 1930 rund 200 m als Standard galten. Dadurch entstanden im Bahnhof Klosters lange Aufenthaltszeiten, da nicht nur die Lokomotiven umrangiert werden mussten, sondern auch die Güterwagen, da diese keine Heizleitungen hatten.

### Zweiter Bahnhof und Bau der Vereinalinie

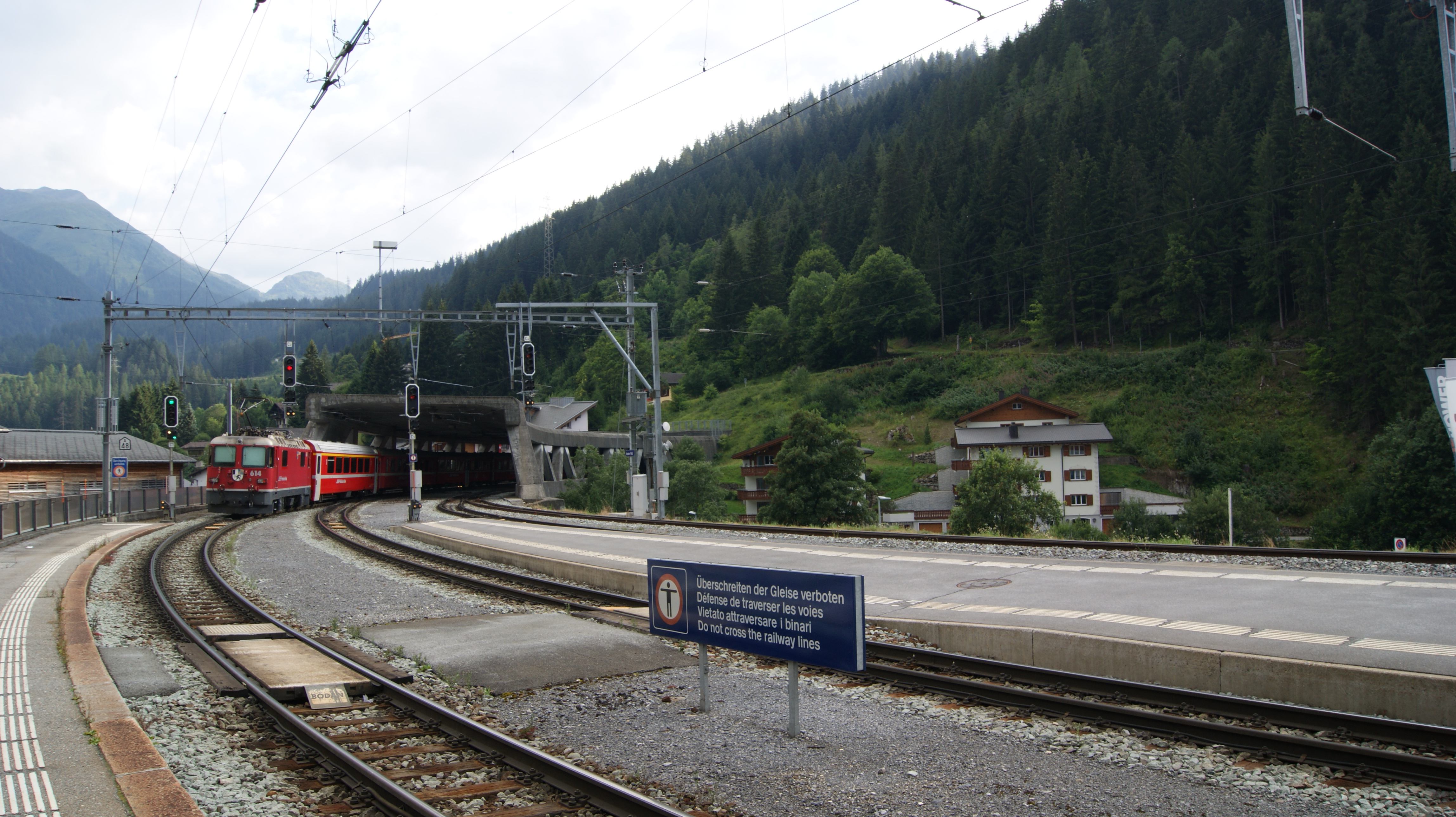
III. Landquartbrücke (Maag-Brücke) und Einfahrt in den Kehr- und Zumwaldtunnel; Fahrtrichtung Davos (2018)

Im Sommer 1929 wurde mit dem Bau eines Durchgangsbahnhofs begonnen. Anstatt einer Spitzkehre aus dem alten Kopfbahnhof heraus wurden eine Schleife und ein Kehrtunnel (Klosters-Kehrtunnel) gebaut. Zudem musste eine neue Brücke über die Landquart errichtet werden, um die neue Streckenführung zu ermöglichen. Nach etwas mehr als einem Jahr Bauzeit wurden der – etwas vom Ort weggerückte – neue Durchgangsbahnhof Klosters und die neue Streckenführung am 3. November 1930 in Betrieb genommen. Das neue Empfangsgebäude steht bahnlinks und hat die Anschrift Bahnhofstrasse 2.
Im Jahr 1991 erfolgten erneut Umbauarbeiten am Bahnhof Klosters, deren Hauptgrund der Bau der Vereinalinie war. Bis Anfang der 1990er Jahre war der Bahnhof Klosters für die Rhätische Bahn eine übliche Station, an der Schnellzüge hielten, wobei der Schwerpunkt auf dem saisonal schwankenden Personenverkehr lag. Mit der Inbetriebnahme des Vereinatunnels änderten sich die Anforderungen an den Bahnhof. Reisezüge aus Landquart in Richtung Davos und Scuol-Tarasp werden in Klosters geflügelt und verkehren anschliessend getrennt zu ihrem Ziel. Um die neuen Kapazitäten zu bewältigen, wurde am Bahnhof Klosters ein neues Mittelperron errichtet. Im Bahnhofsgebäude wurde neben dem Ortsstellpult auch die Fernüberwachung der Linie Landquart-Davos und der neuen Vereinalinie eingerichtet. Die 1930 von Robert Maillart entworfene Landquartbrücke wurde bei diesen Umbauarbeiten 1993 ebenfalls ersetzt. Dabei wurde die neue Brücke direkt neben der alten aufgebaut und schliesslich an die neue Stelle eingeschoben. Die neue Landquartbrücke verfügt nun über zwei Gleise: Das der Strecke nach Davos Platz führt in den Klosters-Kehrtunnel, das der Vereinalinie führt durch den Zugwaldtunnel nach Selfranga.

### Aus- und Umbaupläne (2024)
Der Bahnverkehr hat seit dem Jahre 2022 stark zugenommen, darum prüft die Rhätische Bahn den Bahnhof Klosters Platz zu erweitern, um langfristig die Kapazität zu erhöhen. Es sollte auf Seite der Seilbahn auf den Hausberg Gotschna eine vierte Perronkante entstehen. Bei der geplanten Erweiterung möchte die Rhätische Bahn eng mit der Gemeinde und dem Bergbahnbetreiber zusammen arbeiten; allfällige Erweiterungen der Gotschnabahn sollen in den gleichen Zeithorizont eingerechnet werden. Die Stimmberechtigten in Klosters sollten im Herbst 2025 über die Teilrevision der Ortsplanung abstimmen können.

## Betrieb

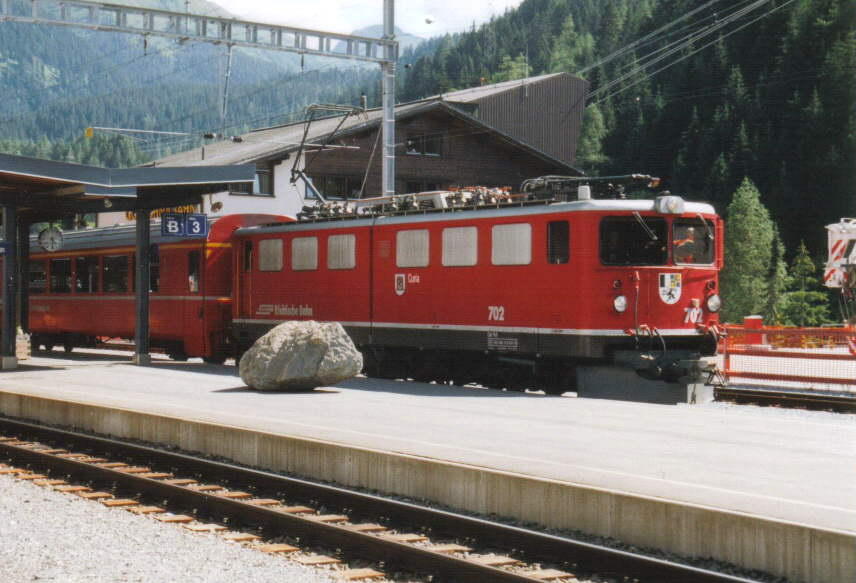
Bahnhof Klosters Platz und im Hintergrund die Seilbahn auf den Hausberg Gotschna (2003)

Der Bahnhof wird von zwei RegioExpress-Linien (RE) der Rhätischen Bahn bedient.
- RE 13 Landquart – Schiers – Klosters (Flügelung) – Davos / St. Moritz 
  - RE 1 (Landquart –) Klosters (Flügelung) – Davos – Filisur 
  - RE 3 (Landquart –) Klosters (Flügelung) – Zernez – Samedan – St. Moritz
- RE 24 Landquart – Schiers – Klosters (Flügelung) – Davos / Scuol-Tarasp 
  - RE 2 (Landquart –) Klosters (Flügelung) – Davos 
  - RE 4 (Landquart –) Klosters (Flügelung) – Scuol-Tarasp

Ab Klosters Platz verkehren mehrere Postautolinien:
- 231 Klosters Platz – Serneus – Küblis
- 232 Klosters Platz – Monbiel
- 233 Klosters Platz – Serneus – Saas im Prättigau (Bustaxi)
- 234 Klosters Platz – Selfranga
- 235 Klosters Platz – Madrisabahn (im Winter)
- 237 Klosters Platz – Russna (im Winter)